# Éroudeville
Éroudeville település Franciaországban, Manche megyében. Lakosainak száma 180 fő (2022. január 1.). Éroudeville Montebourg, Écausseville, Le Ham, Saint-Cyr és Saint-Floxel községekkel határos.

## Népesség
A település népességének változása:
| Lakosok száma | 215  | 202  | 208  | 247  | 240  | 237  | 222  | 196  | 190  | 180  |
|               | 1968 | 1982 | 1990 | 2006 | 2013 | 2015 | 2017 | 2019 | 2020 | 2022 |